# Aleš Doubrava
Aleš Doubrava (28. ledna 1935 Hradec Králové –⁠ 21. února 1993 Hradec Králové) byl český historik, učitel a dlouholetý odborný pracovník krajského muzea v Hradci Králové.
Gymnázium vystudoval v rodném Hradci Králové a poté pokračoval ve studiu na vysoké škole v Praze, kde úspěšně vystudoval Filozofickou fakultu UK. Po ukončení vlastních studií začal učit. Nejprve od roku 1960 učil na škole v Kozojedech, od roku 1963 na jedenáctiletce v Chlumci nad Cidlinou a následně ještě krátce na základní škole v Hradci Králové. Většinu svého aktivního života však spojil s krajským Muzeem východních Čech v Hradci Králové, kde pracoval více než čtvrt století, konkrétně v letech 1964–1991. Kromě jiného zde v roce 1969 připravil stálou historickou expozici Hradecká pevnost a reinstaloval expozici Česká společnost v době národního obrození.
Zemřel ve věku 58 let a pochován byl na hřbitově v místní části Hradce Králové Pouchově.
V rámci svého profesního zaměření se zabýval zejména dějinami Hradce Králové, a to se zaměřením na místní barokní pevnost a literární a kulturní život ve městě (hlavně divadlo a žurnalistika). Sám od šedesátých let 20. století publikoval v místním tisku vlastivědné a historické články (Nové Hradecko, Pochodeň – mj. vlastivědné seriály Ulicemi města Hradce, Hradecké kapitoly, Z dějin města Hradce Králové).

## Publikace
- 1866 – válečné události v severovýchodních Čechách (Aleš Doubrava, Ludvík Mühlstein, Karel Novák), 1970
- Z dějin královéhradecké žurnalistiky, 1970
- Hradec Králové, 1970
- Hradec Králové v obrazech třech století, 1971
- Ulicemi města Hradce, 1973[3]
- Památníky minulosti – monumenty dneška: Příspěvek k dějinám stavebních a uměleckých památek královéhradeckého okresu, 1977
- Hradec Králové, 1978
- Severovýchodní Čechy v období 1781 až 1945, 1979
- Model hradecké pevnosti (Aleš Doubrava, Jiří Malina), 1980
- Válečné události roku 1866 v severovýchodních Čechách, 1981 (2. vyd oprav., Ludvík Mühlstein, Aleš Doubrava, Jiří Škopek)[4]
- Hradecké muzeum (Aleš Doubrava, Jiří Malina), 1983[1]